# Anata
Anata je švédská deathmetalová hudební skupina z Varbergu založená roku 1993 v sestavě Fredrik Schälin (zpěv, kytara), Mattias Svensson (kytara), Martin Sjöstrand (baskytara) a Robert Petersson (bicí). Její parketou je technical death metal, ale v její tvorbě lze zaslechnout i prvky melodic death metalu.
Debutové studiové album The Infernal Depths of Hatred vyšlo roku 1998 pod hlavičkou francouzského vydavatelství Season of Mist.

## Diskografie
Dema
- Bury Forever the Garden of Lie (1995)
- In Ecstacy Of Grief (1996)
- Vast Lands of My Infernal Dominion (1997)

Studiová alba
- The Infernal Depths of Hatred (1998)
- Dreams of Death and Dismay (2001)
- Under a Stone with No Inscription (2004)
- The Conductor's Departure (2006)

Split nahrávky
- War Vol. II (1999) – split CD s norskou kapelou Bethzaida

Box sety
- Collateral Damage - Complete War Series (2003) – box set obsahující 3 split CD War od firmy Season of Mist, dohromady zahrnuje 6 kapel (...and Oceans, Bloodthorn, Anata, Bethzaida, Cultus Sanguine a Seth)